# Mustela
Mustela es un género de mamíferos carnívoros de la familia Mustelidae; pertenecen a este género el armiño, el hurón, el visón europeo y la comadreja. Se distribuyen por Eurasia, América y el norte de África.
El término comadreja puede referirse al menor miembro del género (Mustela nivalis), que se conoce simplemente como comadreja, comadreja común o comadreja menor. El género posee diecisiete especies existentes hoy día y diez de ellas poseen la palabra comadreja en su nombre común. Por otro lado, otros mustelinos (pertenecientes también a la subfamilia Mustelinae pero no al género Mustela) poseen la palabra comadreja en su nombre común: comadreja de la Patagonia (Lyncodon patagonicus) y la comadreja rayada africana (Poecilogale albinucha). 
Los miembros del género Mustela varían en longitud de 13 cm en el caso de la comadreja menor (Mustela nivalis nivalis), subespecie de menor tamaño de la comadreja común, a 45 cm en las especies más grandes. Algunas especies de altas latitudes, como el armiño (Mustela erminea) y la mencionada comadreja menor o nival cambian en invierno el pelaje a blanco.  Tienen cuerpos alargados, útiles para cazar a sus presas en sus madrigueras y túneles. Usualmente, sus colas son casi tan largas como su cuerpo. Como es típico de pequeños carnívoros, las Mustela tiene reputación de inteligencia y astucia. 
Hay mucho folklore y leyenda en su capacidad para alimentarse de otros pequeños mamíferos. En otros tiempos eran considerados sabandijas, ya que se suponía que les "robaban" leche a las cerdas o a las conejas, haciendo una "danza hipnótica" frente a sus presas, para adormecerlas y amamantarse. Al menos folclóricamente, estas conductas eran particularmente asociadas con el armiño.

## Especies
Según Mammal Species of the World existen diecisiete especies vivientes del género:
- Mustela africana
- Mustela altaica
- Mustela erminea
- Mustela eversmanii
- Mustela felipei
- Mustela frenata
- Mustela itatsi
- Mustela kathiah
- Mustela lutreola
- Mustela lutreolina
- Mustela nigripes
- Mustela nivalis
- Mustela nudipes
- Mustela putorius
- Mustela sibirica
- Mustela strigidorsa
- Mustela subpalmata